# Ben Faerie
Ben Faerie est un étalon Pur Sang qui a une grande influence sur les lignées de chevaux de concours complet en Grande-Bretagne. Ses descendants comptent les montures de Virginie Leng, Priceless et Nightcap, ainsi que celles de Pippa Funnell, Primmore's Pride et Walk on Star. Il mesure 1,60 m.
Ben Faerie a été acheté à deux ans aux ventes d'Ascot par Diana Scott, pour £250. Il était prévu à l'origine comme reproducteur de chevaux de chasse au renard, sur des juments demi-sang. Il commence à reproduire à l'âge de trois ans, et donne plus de 800 descendants. Les premiers ont été utilisés pour la chasse, jusqu'à ce que Virginie Leng connaisse un incroyable succès avec deux fils de Ben Faerie, Priceless et Nightcap. Ces fils lui forgent un nom comme étalon reproducteur pour le concours complet.
Ben Faerie a la capacité de transmettre non seulement la vitesse, mais aussi le courage, de bonnes capacités de saut et un tempérament agréable. En 1998, 1 % de tous les chevaux de Grande-Bretagne descendent de cet étalon.
Faerie Sovereign, l'une des premières bonnes montures de William Fox-Pitt, lui aussi descend de cet étalon. Primmore Hill, victorieuse à Badminton, également.